# Keramische vezel

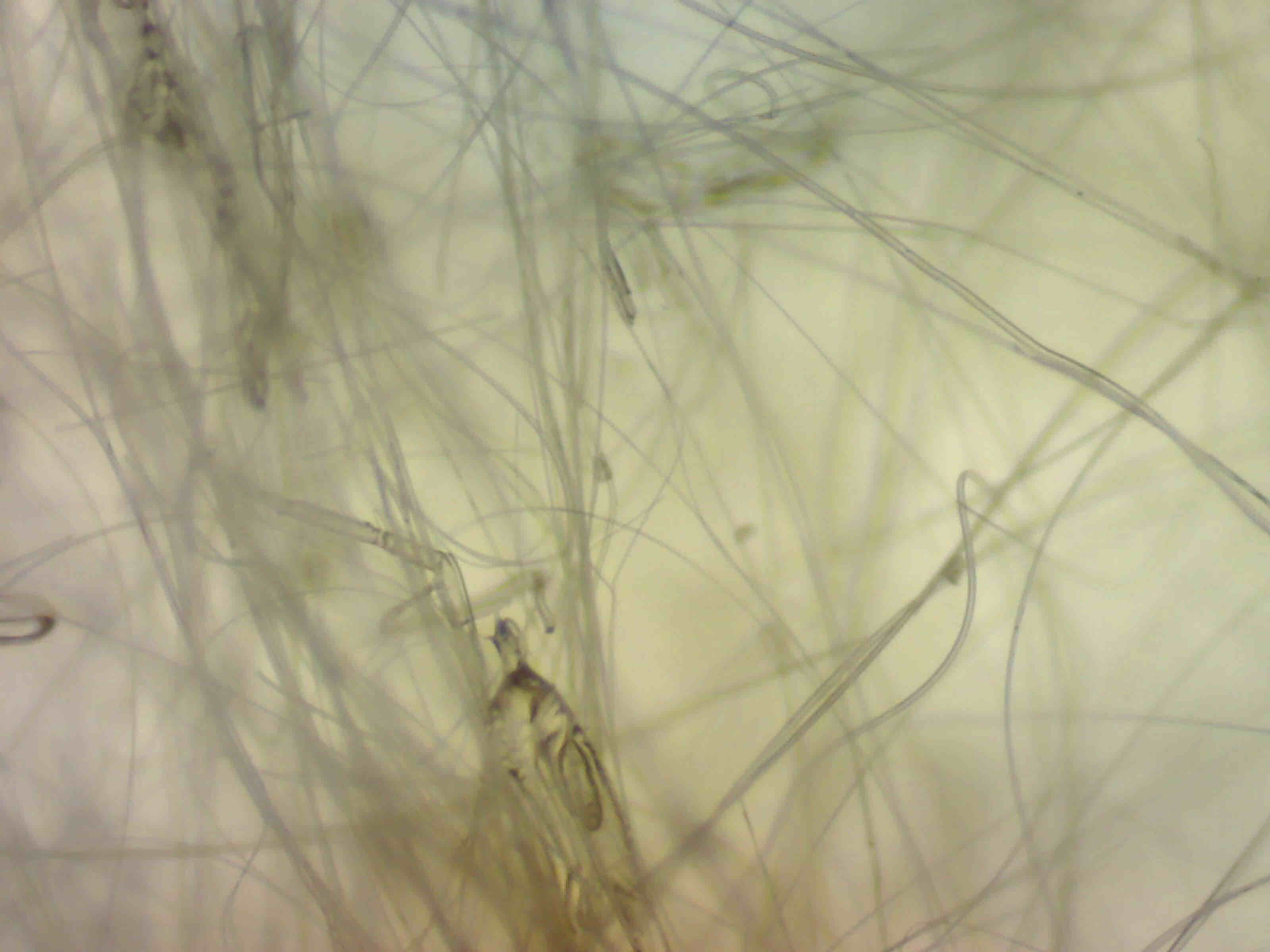
Close-up van keramische vezels

De term vuurvaste keramische vezels beschrijft een groep van synthetische anorganische vezels met een hele range van composieten en gebruiken.

## Definitie
De enige "officiële" definitie van deze materialen is deze gegeven onder het CAS (Chemical Abstract Service) nummer 142 844-00-6. Hieronder wordt verstaan amorfe synthetische vezels geproduceerd door het smelten van gecalcificeerde kaolienklei of een combinatie van aluminiumoxide (Al2O3) en siliciumdioxide (SiO2) bij ongeveer 2000 °C. Oxiden zoals zirkonium, ijzeroxide, magnesiumoxide en alkalie kunnen ook worden toegevoegd. Het smeltproduct wordt geblazen of gedraaid tot vezels. De meeste keramische vezels worden vervaardigd in de vorm van matten.
De geschatte percentages van de bestanddelen zijn de volgende:
- Aluminiumoxide: 20-80%
- Siliciumdioxide: 20-80%
- Andere oxiden in mindere hoeveelheden

## Toepassingen

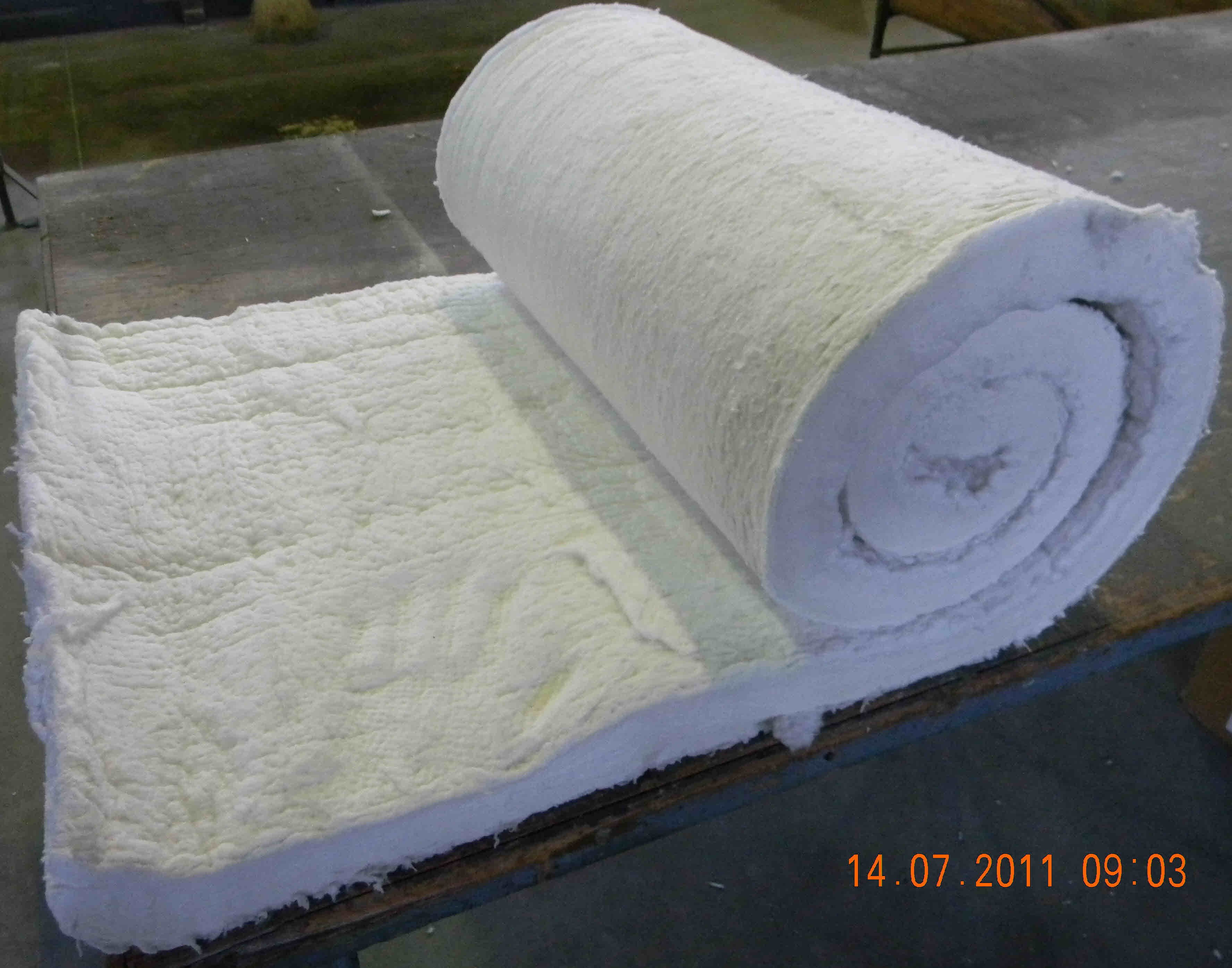
Toepassing: keramische wol

Keramische vezels worden meestal gebruikt als isolatiemateriaal voor hoge temperaturen.
De hoofdtoepassing voor keramische vezels is te vinden in alle thermische processen die werken op een regelmatige basis. De ijzer- en staalindustrie maakt veelvuldig gebruik van keramische vezels. De toepassingen zijn gelijkaardig in de keramische industrie (top hat furnaces, kiln cars). Keramische vezelbekledingen hebben goede diensten bewezen in kraakinstallaties en reformers, alsook in thermische kraakreactors in de chemische industrie. De aluminiumindustrie gebruikt vezels als isolatie- en afscheidingsmateriaal tijdens de smeltprocessen. Vezelproducten worden succesvol gebruikt in direct contact met de aluminiumlegeringen zoals onder de vorm van smeltkroezen, giettrechters en bovenvlakken van smeltovens. In de glasindustrie wordt vezelpapier gebruikt voor het warm herstellen van gesmolten gegoten stenen ter voorkoming van thermische schokken. Fabrikanten van huishoudtoestellen gebruiken keramische vezels als isolatiemateriaal zonder bindmiddelen. Er worden zelfdragende bekledingen van laboratoriumovens, alsook gebruiksklare, op maat gemaakte modules gebruikt. Vandaag de dag worden gevouwen of gestapelde modules van keramische vezels met bevestigingmiddelen aan de koude zijde door middel van beugels of metalen ankers verkozen voor de installatie in grote industriële ovens.
De automobielindustrie maakt evenzeer dankbaar gebruik van de keramische vezels ter hitteafscherming. De hittebestendige vezelplaten hebben in deze industrietak bovendien een nuttige toepassing als dieseldeeltjesfilters.
De keramische vezels worden ook gebruikt voor hun geluidswerende eigenschappen. Zo vinden ze een toepassing in de akoestische afsluitingsplaten van gasturbines.
Als hoogtemperatuur afdichtingmateriaal worden vezelmaterialen gebruikt voor vele doeleinden en in verschillende technische toepassingen. Naast volledige vezelbekledingen, kennen ook combinaties met andere isolatiematerialen heel wat succes.

## Gezondheidseffecten

### Symptomen van irritatie
Het betreft voornamelijk irritatie van de huid, de ogen en de bovenste luchtwegen. De meest voorkomende klacht van de bovenste luchtwegen is een verstopte neus. Ook hoesten, eventueel met fluimen, kortademigheid en wheezing zijn relatief vaak voorkomende klachten.

### Achteruitgang van de longfunctie
In de medische literatuur wordt een cumulatief nadelig effect geobjectiveerd van roken en blootstelling aan inadembare keramische vezels op de longfunctie. Een significante achteruitgang van zowel de FVC als van de FEV1 is gevonden bij rokers.

### Pleurale en interstitiële veranderingen
Er is in de medische literatuur nog steeds geen eenduidigheid over de pleurale en interstitiële gevolgen van blootstelling aan keramische vezels. De prevalentie van pleurale plaques en pleurale veranderingen neemt mogelijk toe met toenemende duur van contact met keramische vezels.

### Mortaliteit door kanker
Er is in feite onvoldoende epidemiologische informatie beschikbaar om te evalueren of werknemers in de keramische vezelindustrie een verhoogd risico hebben op neoplastische aandoeningen. De redenen hiervoor zijn dat de industriële productie relatief recent is gestart, en dat er een relatief klein aantal mensen werkzaam zijn in deze industrie.
De Europese Unie verdeelt de carcinogenen in drie categorieën. Op basis van deze classificatie worden vuurvaste keramische vezels onderverdeeld in categorie 2. Hierin staan stoffen waarbij er een sterk vermoeden bestaat (meestal op basis van lange termijn studies bij dieren) dat de blootstelling van de mens aan deze stoffen kanker kan veroorzaken. Deze moeten volgens de Europese Unie dan ook gelijkgesteld worden met kankerverwekkende stoffen voor de mens.
Parallel aan de Europese classificatie bestaat er eveneens een classificatie van het IARC, die een mondiale referentie op dit gebied vormt. Vuurvaste keramische vezels zijn hier geclassificeerd onder groep 2B: stoffen die als mogelijk kankerverwekkend voor de mens worden beschouwd.